# Redbelt
Redbelt é um filme estadunidense de 2008, do gênero drama, escrito e dirigido por David Mamet. É um filme sobre artes marciais.

## Sinopse
Mike Terry é praticante de jiu-jitsu e instrutor de autodefesa. Terry ensina a seus alunos as habilidades para perseverar, e a lutar e lidar com as dificuldades em suas vidas. Uma série de circunstâncias faz com que Terry entre em contato com o ator de cinema Chet Frank e com muitas pessoas poderosas na indústria do entretenimento. Terry logo se descobre vítima de um golpe e é pressionado a lutar dentro de um ringue devido a sua situação financeira.

## Elenco
- Chiwetel Ejiofor.... Mike Terry
- Tim Allen.... Chet Frank
- Alice Braga.... Sondra Terry
- Rodrigo Santoro.... Bruno Silva
- Jose Pablo Cantillo.... Snowflake
- Randy Couture.... Dylan Flynn